# وكالة نواكشوط للأنباء
وكالة نواكشوط للأنباء هو موقع إلكتروني تابع لمؤسسة الموريتانية للصحافة والاتصال والنشر والطباعة (مابسي) ويصدر الموقع باللغتين العربية والفرنسية.
جاء وكالة نواكشوط للأنباء تكملة لدور صحيفتي أخبار نواكشوط ونواكشوط إنفو اللتين تصدرهما مابسي وأسسهما المدير المؤسس لمابسي السيد شخنا ولد النني، ويديرهما الصحفي محمد محمود أبو المعالي.
انطلقت وكالة نواكشوط للأنباء في الأول من أكتوبر 2007 واستمرت ثلاثة أشهر تصدر في نسخة تجريبية.
وفي الثلاثين ديسمبر 2007 أطلقت النسخة النهائية باللغتين العربية والفرنسية، وكانت بذلك أول وكالة أنباء ألكترونية مستقلة مرخصة في موريتانيا.